# 雲早山
雲早山（くもさやま、通称くもそうやま）は、徳島県上勝町、神山町、那賀町の境界に位置する山である。標高1,495.9 m。四国百名山。

## 地理・概要
標高1495.9 m。上勝町、神山町、那賀町の境界に位置に位置し、高城山（1,628 m）、高丸山（1,439 m）と共に勝浦三山と呼ばれている。全国でも有数の豪雨地帯で山頂には雨乞いの神である雲早神社が祀られている。
二級水系・勝浦川や一級河川・鮎喰川の水源がある。山一帯は中部山渓県立自然公園に指定されている。

## ギャラリー

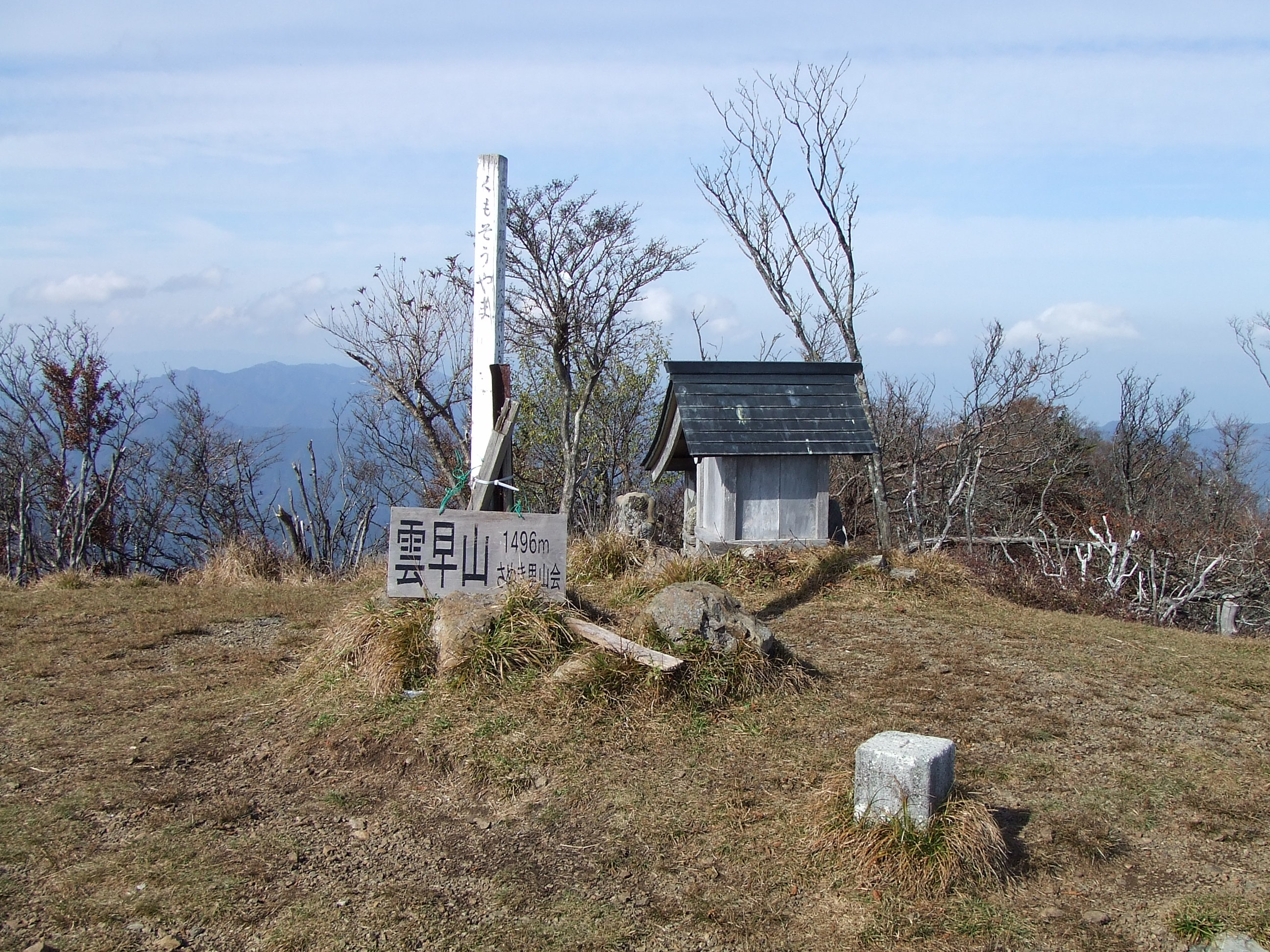
頂上